# Seil

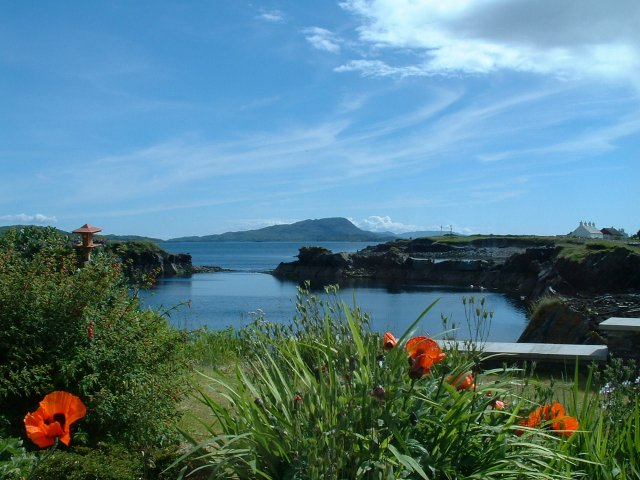
Vista do vilarejo de Ellenabeich, em Seil, em direção à ilha de Scarba.

Um das Ilhas Slate, Seil (Saoil, em gaélico escocês) é uma pequena ilha localizada na parte oeste da bacia de Lorn, a sete milhas a sudoeste de Oban, na Escócia, no arquipélago das Hébridas Interiores.
Seil tem estado ligada ao continente escocês desde 1792, quando a ponte de Clachan foi construída pelo engenheiro Robert Mylne.
A principal povoação da ilha é o vilarejo de Ellenabeich, onde o filme Ring of Bright Water foi filmado. Balvicar é outro vilarejo de Seil.
Possui uma área de 1329 hectares e, segundo um censo demográfico de 2001, uma população de 560 habitantes.